# Mount Thule
Mount Thule är ett berg i Kanada.   Det ligger i territoriet Nunavut, i den nordöstra delen av landet, 3 100 km norr om huvudstaden Ottawa. Toppen på Mount Thule är 1 711 meter över havet, eller 335 meter över den omgivande terrängen. Bredden vid basen är 5,7 km.
Terrängen runt Mount Thule är kuperad åt nordväst, men åt sydost är den bergig. Trakten runt Mount Thule är nära nog obefolkad, med mindre än två invånare per kvadratkilometer.. Det finns inga samhällen i närheten.
Trakten runt Mount Thule är permanent täckt av is och snö.